# Mert Lawwill
Mert Lawwill, né le 25 septembre 1940, est un pilote de moto professionnel américain, propriétaire d'écurie de course et concepteur de VTT. Il a participé au AMA Grand championnat national AMA de 1962 à 1977. Lawwill est surtout connu pour avoir remporté le Championnat de Flat Track AMA 1969 en tant que membre de l'équipe de course d'usine Harley-Davidson. Après sa carrière de pilote moto, Lawwill est devenu l'un des meilleurs concepteurs et constructeurs de cadres de moto de compétition. Lawwill a ensuite utilisé son expérience de constructeur de cadre moto pour devenir concepteur de vélo tout-terrain innovant, développant l'une des premières suspensions pour vélo. Il a également développé des prothèses pour les amputés. Lawwill a été intronisé au Mountain Bike Hall of Fame en 1997 et au Motorcycle Hall of Fame en 1998  .

## Carrière de pilote moto
Lawwill est né à Boise, Idaho. Il commence sa carrière en tant que pilote amateur sur la piste locale de cross à Boise et, plus tard, des courses de scramblers (plus tard connues sous le nom de motocross) dans le nord-ouest des États-Unis. En 1961, il déménage à Los Angeles, Californie, afin de pouvoir courir sur la piste de course d'Ascot Park qui, à l'époque, était l'épicentre des courses de dirt track. Il obtient le parrainage de Dudley Perkins, un concessionnaire Harley-Davidson à San Francisco. C'est à cette époque que Lawwill commence à apprendre à modifier les cadres de moto pour la compétition. En 1963, il devient pilote professionnel et en 1964, il signe un contrat pour au sein de l'équipe de course d'usine Harley-Davidson avec laquelle il resta fidèle tout le reste de sa carrière de pilote.
Lawwill remporte sa première course nationale AMA au Sacramento Mile le 19 septembre 1965. En 1969, Lawwill remporte le Grand Championnat National AMA et est élu pilote le plus populaire de l'année par l'AMA. La défense de son titre lors du Grand Championnat National pendant la saison 1970 est devenue le sujet du film documentaire de moto de Bruce Brown en 1971, On Any Sunday. Dans ce film il partage la vedette avec l'acteur Steve McQueen et le pilote off-road Malcolm Smith. Lawwill a continué de participer au Grand Championnat National AMA jusqu'en 1977, date à laquelle il a pris sa retraite à l'âge de 37 ans en raison d'un trouble de l'oreille interne qui affectait son équilibre. Durant sa carrière il a participé à 161 finales AMA Grand National et remporté 15 courses Grand National au cours des 15 années de sa carrière de pilote.

## Carrière de concepteur
À la fin des années 1970 Lawwill s'implique dans la conception de cadres de vélo pour le vélo tout terrain, sport en plein essor. Il est l'un des pionniers du vélo tout-terrain, ayant produit le premier vtt de série. Il a également développé la première suspension avec un système de tringlerie à quatre barres produite dans le commerce pour les vtt et a breveté sa conception. Pendant cette période il continue d'être impliqué dans la course moto en étant propriétaire d'une équipe dans le Grand Championnat National AMA jusqu'en 1990, date à laquelle il devient frustré vis-à-vis de la façon dont l'AMA dirige le championnat. Il a ensuite dirigé l'équipe de course Yeti Cycles qui participait à des compétitions de VTT de descente et a développé le fameux vélo de descente tout suspendu Lawwill DH-9. Les vélos de course personnalisés de Lawwill sont devenus très prisés par les meilleurs coureurs du monde entier et ses créations ont remporté de nombreux titres nationaux et mondiaux.
Lawwill est aujourd'hui impliqué dans la construction et la commercialisation de versions homologuées pour la route de la Harley-Davidson XR-750 sur laquelle il a couru le Grand National Championship,. Il dirige également une société à but non lucratif qui fournit des prothèses de mains afin que les amputés puissent continuer à faire du vélo ou de la moto. Environ un tiers de toutes les prothèses de mains qu'il fabrique vont au centre médical de l'armée Walter Reed, à destination des militaires vétérans des guerres blessés en Irak et en Afghanistan.